# Нуволенто
Нуволенто (итал. Nuvolento) је насеље у Италији у округу Бреша, региону Ломбардија.
Према процени из 2011. у насељу је живело 3491 становника. Насеље се налази на надморској висини од 177 м.

## Становништво
Према резултатима пописа становништва 2011. у општини је живело 4.011 становника.
| 1951. | 1961. | 1971. | 1981. | 1991. | 2001. | 2011. |
| ----- | ----- | ----- | ----- | ----- | ----- | ----- |
| 2.016 | 2.257 | 2.650 | 2.892 | 3.074 | 3.523 | 4.011 |